# Proutictis
Proutictis is een geslacht van vlinders van de familie spanners (Geometridae), uit de onderfamilie Ennominae.

## Soorten
- P. adzearia Oberthür, 1893
- P. anomalata Alphéraky, 1892
- P. artesiaria Denis & Schiffermüller, 1775
- P. caracorumensis Wehrli, 1933
- P. latefasciata Staudinger, 1896
- P. serenaria Staudinger, 1895